# Mikaili Charlemagne
Mikaili Charlemagne (sinh ngày 1 tháng 4 năm 2003) là một vận động viên bơi lội người Saint Lucia. Cô đã tham gia cuộc thi tự do 100 mét nữ tại Giải vô địch thể thao dưới nước thế giới 2017.